# 植村雅彦
植村 雅彦（うえむら まさひこ、1917年 - 2006年2月25日）は、西洋史学者。大阪大学名誉教授。専門は英国史。

## 来歴
京都府生まれ。1942年京都帝国大学文学部史学科卒。1950年岡山大学助教授、教授、大阪大学教養部教授、79年大阪大学文学部教授、81年定年退官、名誉教授、愛知学院大学教授。

## 著書
- 『テューダ・ヒューマニズム研究序説』創文社 1967
- 『理解しやすい高校世界史』編　文英堂、シグマ・ベスト 1970
- 『エリザベスとその時代 イギリスの夜明け』創元新書 1973
- 『エリザベス1世 文芸復興期の女王』教育社歴史新書 西洋史 1981

## 参考
- 「エリザベス一世」著者紹介